# Бушариха
Бушариха — деревня в Тейковском районе Ивановской области. Входит в состав Нерльского городского поселения.

## География
Находится в юго-западной части Ивановской области на расстоянии приблизительно 30 км на юг-юго-запад по прямой от районного центра города Тейково на левобережье реки Нерль.

## История
Деревня уже была известна в 1808 году. В 1859 году здесь (тогда деревня в составе Суздальского уезда Владимирской губернии) было учтено 8 дворов.

## Население
Постоянное население составляло 60 человек (1859 год), 150 в 2002 году (русские 98 %), 109 в 2010.